# 中庸助
中 庸助（なか ようすけ、1930年〈昭和5年〉3月30日 - 2023年〈令和5年〉10月20日）は、日本の俳優・声優。旧芸名：中 庸介（読み同じ）。
千葉県出身。

## 来歴
千葉県立千葉第一高等学校卒業。1953年に千葉市民劇場に参加。当初は物書きになりたかったが、元来が怠け者なため、「演劇の世界で戯曲を書いてみよう」ということにもならずに、そのままなんとなく役者の世界に踏み込んだ、という感じだったという。新劇ブームの中上京し、演劇雑誌『悲劇喜劇』（早川書房刊）の西沢揚太郎編集長からいくつか新劇系の劇団を紹介された。どの劇団にするか決めかねていたところ、「劇団炎座」が役者を探していると聞き、「そのままホイホイと」軽い気持ちでこれに参加したという。1956年に炎座に入団後、1958年に劇団未来劇場に参加し、1961年に劇団造形に参加を経て、劇団東芸に入団し、舞台で過ごす。当時は劇団俳優に対する親や世間の風当たりは厳しく、アパートを借りるのも一苦労で、生活は厳しかったという。
このなか、『ダイヤル110番』（日本テレビ）や『事件記者』（NHK）、『七人の刑事』（TBS）といったテレビドラマの端役をこなすが、収入は増えず、アルバイトをしながらの舞台活動を続ける毎日だった。やがて海外ドラマのアテレコの仕事が舞い込むようになった。当時のギャランティは通常レートの70%だったが、作品数が多く、ようやく生活が安定するようになったという。
海外ドラマの声の吹き替えを続けていたなか、あるマネージャーと知り合い、「本格的にやらないか」と誘われて東映のテレビドラマに出演するようになる。犯人役ばかり演じていた『特別機動捜査隊』（NET）では、設定が三班体制になった際に「おい、中よ、もうそろそろ犯人じゃなく刑事役をやらんか」と声をかけられたが、「悪役のほうがいろんなタイプが演じられて面白いですよ」とこれを断った。これには「お前変わってるなぁ」と言われ、中自身も後に「今にして思うと失敗だったかもしれない」と回想している。
やがてテレビドラマの主流が2時間物に移行して仕事が減ってきたため、付き合いがあった現在の事務所の社長に頼んで、海外ドラマの『ヒル・ストリート・ブルース』のアフレコに参加。長台詞が多く、苦痛だったというが、これ以降、声優業が本職となった。
G&B企画、村上事務所、熊沢プロダクションを経て、マウスプロモーション所属。
2023年10月20日死去。訃報は11月10日に公表された。

## 人物
テレビ番組では、『仮面ライダー (スカイライダー)』（毎日放送）の魔神提督役をはじめ、特撮作品における悪の幹部役としての出演も数多い。一般作品でも時代劇の悪役や刑事ドラマの暴力団幹部などの悪役を多数演じた。
声優としての代表作の一つである『ドラえもん』（テレビ朝日版）ののび太のパパ（野比のび助）役は、当時のび助役を演じていた加藤正之が1992年（平成4年）10月に体調不良で途中降板（翌年3月に急逝）したため、急遽キャスティングされたものである。中自身も加藤の友人であったため「友の後を継ぐ」つもりでオファーを受けたという。その後、2005年（平成17年）4月からの声優陣一新に伴い、同年3月18日放送分をもって降板。のび助役は松本保典に引き継がれた。

## エピソード
- 高所恐怖症で、三船プロ作品で山本麟一と山賊の兄弟役で出演した際には、高所から二人そろっての飛び降りシーンで山本から「俺も高所恐怖症なんだよ!」と言われて両者へっぴり腰となり、結局このシーンはカットされた。山本とは「顔が似ている」として、よく間違われたという[13]。
- 『西部警察』の撮影では、寺尾聰を殴るシーンで寺尾の上唇を腕時計がかすめた。数日後、テレビの『ザ・ベストテン』（TBS）を観ていたところ「ルビーの指環」を歌う寺尾の上唇に絆創膏が貼ってあったといい「あれは申し訳なかった」と語っている[13]。
- 『快傑ズバット』（東京12チャンネル）でのゲスト出演時、東宝映画とのスケジュールが重なっていた。マネージャーに「どっちに出る？」と訊かれ、「こっちのほうが面白そうだから」と『ズバット』を選んだといい、役柄も楽しかったと語っている[13]。
- 『仮面ライダー (スカイライダー)』（毎日放送）の「魔神提督」では長丁場の出演と聞いていたので、「あまりロケに出なくていい」との条件で引き受けた。メイクは自ら申し出て自分で行い、歯に銀紙を貼り付けたのも中のアイディアだった。この銀紙のメイクは、スタッフにも好評だったが、昼食を食べる際がひと苦労だったという。「楽しい仕事でした」と述懐している[13]。この作品のメイン監督の奥中惇夫とは旧制中学時代の同級生である[14]。
- 芸名の「中庸介」は、敬愛する中勘助に因んだもの。これに『悲劇喜劇』の西沢揚太郎編集長から「揚」をもらって「中揚介」にしようとしたところ、西沢から「俺の字なんてダメだ、中庸介にしろ」と言われた。「中庸じゃないですか」と答えたところ、「どうせ大物にならないだろう?」と言われ、そのまま「中庸介」になった。当時は「庸」の活字が無く、新聞などに記名される際に文句を言われたという。しばらく「中庸介」で通したが、二枚目風なのが気に入らず「もともと中勘助から頂いた名前なので」ということで、「中庸助」に改名した[9]。

## 後任
中の没後、持ち役を受け継いだ声優は以下の通り。
| 後任     | 役名     | 概要作品           | 後任の初担当作品 |
| -------- | -------- | ------------------ | ---------------- |
| 西森千豊 | ニッコー | 『地獄のコマンド』 | BD追加収録部分   |

## 出演作品（俳優）

### テレビドラマ
- ダイヤル110番（日本テレビ）
- 事件記者 (NHK)
- 七人の刑事 (TBS)
- 大河ドラマ（NHK）
  - 太閤記（1965年） - 使者[注釈 1]
  - 竜馬がゆく（1968年）
- 特別機動捜査隊（NET / 東映）
  - 第199話「再会」（1965年） - 中年の男
  - 第259話「その結婚に異義あり」（1966年） - 倉本
  - 第280話「新しき門出」（1967年） - 木村
  - 第291話「豚と栄光」（1967年） - 沼津
  - 第314話「アイデア夫人の場合」（1967年） - 舞台監督
  - 第339話「愛情山脈」（1968年） - 増井
  - 第341話「夕映えの中に」（1968年） - 焼芋屋
  - 第346話「若者の橋」（1968年） - 主人
  - 第361話「東京は恐い」（1968年） - 渡辺
  - 第365話「高原に消えた女」（1968年） - 磯村
  - 第372話「東京に四季はない」（1968年） - 林
  - 第383話「涙を忘れた女」（1969年） - 計理士服部準二
  - 第387話「神への道」（1969年） - 大和田
  - 第415話「女の王冠」（1969年） - 石岡
  - 第420話「女囚」（1969年） - 久野
  - 第423話「石狩の女」（1969年） - 深見
  - 第438話「汚れたウェデングドレス」（1970年） - 池田
  - 第445話「ある終局」（1970年） - 原田
  - 第448話「刑事」（1970年） - 森川
  - 第462話「倖せになりたい」（1970年） - 綿部
  - 第468話「大砂丘」（1970年） - 友井
  - 第476話「奇妙な男と女」（1970年） - 豪田
  - 第494話「娼婦の流れ唄」（1971年） - 信吉
  - 第495話「ネオン新宿なみだ町」（1971年） - 一朗
  - 第506話「銭に生きる女」（1971年） - 神田
  - 第514話「三船主任を殺せ」（1971年） - 緒方
  - 第526話「ある男と女」（1971年） - 喜多川
  - 第533話「爆弾時代」（1972年） - 小林
  - 第549話「太陽が欲しい」（1972年） - 篠田
  - 第555話「慕情」（1972年） - 安川
  - 第564話「男がつぶやく子守唄」（1972年） - 山中
  - 第572話「二十七年目の女」（1972年） - 細谷
  - 第581話「蒼い性」（1972年） - 細野
  - 第592話「霧の中の焼死体」（1973年） - 水上
  - 第595話「人間標的」（1973年） - 上條
  - 第613話「転落の愛」（1973年） - 池島
  - 第615話「下町の灯」（1973年） - 石黒
  - 第634話「豊かなる不幸」（1973年） - 北川刑事
  - 第639話「血染めの大雪原」（1974年） - 山根
  - 第653話「待ちぼうけの女」（1974年） - 早川
  - 第691話「三船刑事死す」（1975年） - 大山
  - 第699話「春の色泥棒伝」（1975年） - 馬島
  - 第721話「続・刑事はつらいよ」（1975年） - 浜田
  - 第724話「おもかげの宿」（1975年） - 高松
  - 第736話「ガラスの橋」（1975年） - 稲川
  - 第741話「海女と真珠の詩」（1976年） - 三浦刑事
  - 第748話「ミミズを飼う女」（1976年） - 佐藤刑事
  - 第781話「純愛の女」（1976年） - 南
  - 第787話「ある誘惑の秘密」（1976年） - 安田
  - 第797話「わが青春の輝ける日」（1977年） - 村上刑事
  - 第801話「浮気の報酬」（1977年） - 警官
- 快獣ブースカ 第10話「あの広場を守れ!」（1967年、日本テレビ / 東宝 / 円谷プロ） - 凸凹不動産社員
- 三匹の侍（フジテレビ）
  - 第5シリーズ（1968年）
    - 第23話「紙人形」 - 大工
    - 第26話「浪人天国」 - 赤松

  - 第6シリーズ 第2話「噛ませ犬」（1968年） - 宗吉
- コメットさん 第64話「ガイコツ砦の決闘」（1968年、TBS / 国際放映） - 現場監督
- キイハンター（TBS / 東映）
  - 第39話「消された顔の逃亡者」（1968年）
  - 第62話「宝の山は地獄の一丁目」（1969年） - 杉崎
  - 第110話「首のない紳士の殺人計画」（1970年）
- 河童の三平 妖怪大作戦 第19話「妖怪村の復讐鬼」（1969年、NET / 東映）
- プレイガールシリーズ（東京12チャンネル / 東映）
  - プレイガール
    - 第8話「悪魔は女のどこに棲む」（1969年）
    - 第170話「女は妖しく勝負する」（1972年） - 今井
    - 第199話「女は裸に命を賭ける」（1973年） - 清水
    - 第221話「ヌードモデル殺人事件」（1973年） - 岡田
    - 第269話「必殺! 空手やわ肌拳法」（1974年） - 室山
    - 第273話「ヌードモデル沖縄珍道中」（1974年） - 大里
    - 第285話「ヌードスタジオ殺人事件」（1974年） - 大山庄吉

  - プレイガールQ
    - 第9話「裸のままでさようなら」（1974年） - 手島
    - 第71話「強く正しく美しいプレイガールよいざさらば」（1976年） - 紺野
- 東京バイパス指令 第58話「贋札稼業」（1969年、日本テレビ / 東宝）
- 無用ノ介 第19話「明日に生きる無用ノ介」（1969年、日本テレビ / 国際放映） - 二眼鬼
- フラワーアクション009ノ1 第13話「君は可愛いボクのニャロメ」（1969年、フジテレビ / 東映）
- 鬼平犯科帳（NET / 東宝）
  - 第1シリーズ
    - 第11話「老盗の夢」（1969年）‐ 印代（いしろ）の庄助
    - 第22話「決闘」（1970年） - 竜野又蔵
    - 第47話「運の矢」（1970年）‐ 疾風の藤太

  - 第2シリーズ
    - 第8話、第9話「兇剣（前編、後編）」（1971年） - 大門の常八
    - 第24話「大川の隠居」（1972年） - 弥助
- 五番目の刑事 第25話「さらば!わが街新宿」（1970年、NET / 東映） - 若尾
- 人形佐七捕物帳 第3話「河童の捕物」（1971年、NET / 東宝） - 浪人山崎
- ターゲットメン 第2話「帰ってきた大海賊」(1971年、NET / 東映)
- 天皇の世紀 第一部 第13話「壊滅」（1971年、朝日放送 / 国際放映） - 役人
- 太陽にほえろ!（日本テレビ / 東宝）
  - 第24話「ジュンのお手柄」（1972年） - 岩本の共犯者（主犯）
  - 第40話「淋しがり屋の子猫ちゃん」（1973年） - 吉井
  - 第58話「夜明けの青春」（1973年） - 倉田
  - 第112話「テキサス刑事登場」（1974年） - 滝村光二
  - 第137話「ありがとう、テキサス坊や」（1975年） - すすき野山荘管理事務所事務員
  - 第173話「一発で射殺せよ!」（1975年） - 戸川組幹部
  - 第562話「ブルース刑事登場!」（1983年） - 響組東京支部長
  - 第590話「怪盗107号」（1984年） - 陳社長
  - 第710話「殺意との対決・橘警部」（1986年） - 三沢社長
- 緊急指令10-4・10-10 第11話「妖怪・どろ人間」（1972年、NET / 円谷プロ） - 高野
- 荒野の素浪人（NET）
  - 第1シリーズ 第21話「激闘 竜神峡の反乱」（1972年） - 堀田伝蔵
  - 第2シリーズ 第10話「群狼の宿」（1974年）
- ワイルド7 第2話「死を呼ぶヘル.キャット」（1972年、日本テレビ / 国際放映） - 武上五郎
- 荒野の用心棒（1973年、NET / 三船プロ）
  - 第6話「鮮血は魔の谷を染めて…」 - 佐治唐十郎
  - 第28話「虐殺の丘に女の復讐が燃えて…」 - 蒲生唐兵衛
  - 第38話「暗殺の兇弾は暁に炸裂して…」 - 甲斐多十郎
- 大江戸捜査網（東京12チャンネル→テレビ東京 / 三船プロ）
  - 第110話「幻の岡っ引」（1973年） - 用心棒
  - 第131話「火を招く狼の群れ!」（1974年） - 駒根木の配下
  - 第157話「初夜に消された恋女房」（1974年） - 石井
  - 第171話「対決 非情の十手」（1974年） - 山茂一家手下
  - 第212話「暗殺計画 目には目を!!」（1975年） - 中里
  - 第247話「血塗られた兄弟の契り」（1976年） - ゾロ目の辰
  - 第291話「いのち笛を吹く殺し屋」（1977年） - 越前屋番頭
  - 第301話「壮烈! 首領、暁に死す」（1977年） - 津川配下の密偵
  - 第313話「大暴れ魚河岸の伊達男」（1977年） - 宮本玄蕃
  - 第323話「哀しき流転! 謎の女」（1978年） - 作次
  - 第339話「恋なさけ捨て身の十手魂」（1978年） - 大野源三郎
  - 第349話「過去を裁く挑戦状」（1978年）
  - 第363話「江戸っ子魚屋の世継ぎ騒動」（1978年）
  - 第383話「女風呂殺人事件」（1979年） - 唐津屋
  - 第401話「遊女が明かす連続爆破の謎」（1979年） - 徳兵衛
  - 第413話「暗殺者が狙う女の烙印」（1979年） - 瀬戸屋番頭
  - 第428話「運命に泣く親子の慕情」（1980年）
  - 第508話「駒下駄と鬼娘の涙」（1981年） - 神尾
- ダイヤモンド・アイ 第2話「前世魔人を倒せ!」（1973年、NET / 東宝） - 陳（サタンバット）
- 銭形平次（フジテレビ / 東映）
  - 第361話「母娘はぐれ鳥」（1973年） - まんじの秀五郎
  - 第424話「苦い水」（1974年） - 宇之吉
  - 第450話「ひと夜の悪夢」（1974年） - 原惣之助
  - 第524話「あの日雨の日」（1976年） - 久助
  - 第544話「明日の行方」（1976年） - 甲村采女
- 遠山の金さん捕物帳 第158話「見捨てられなかった男」（1973年、NET / 東映） - 稲荷の角三
- 非情のライセンス（NET / 東映）
  - 第1シリーズ 第33話「兇悪の肌」（1973年） - ネクタイの男
  - 第2シリーズ 第35話「兇悪の裏帳簿」（1975年） - 商人風の男
- 水滸伝 第13話「荒野の三兄弟」、第14話「決戦・祝家荘」（1973年、日本テレビ / 国際放映） - 欒廷玉
- 旗本退屈男 第20話「ねらわれた一万両」（1974年、NET / 東映） - 細山治右衛門
- ご存知遠山の金さん 第32話「二度裁かれた男」（1974年、NET / 東映） - 無宿人・辰
- 八州犯科帳 第5話「悪魔を見た女」（1974年、フジテレビ / C.A.L） - 半五郎
- ザ・ボディガード 第15話「私は漂泊の女」（1974年、NET / 東映） - 池谷
- 破れ傘刀舟悪人狩り（NET / 三船プロ）
  - 第9話「遊女の挽歌」（1974年） - 諸井大三郎
  - 第36話「町人武士道」（1975年） - 常木伝平衛
  - 第50話「恐怖の脱獄者」（1975年） - 佐吉
  - 第103話「怪談 赤いろうそく」（1976年） - 辰三
- 剣と風と子守唄（1975年、日本テレビ / 三船プロ）
  - 第8話「孤雁の群れ」 - 磯貝次郎七
  - 第25話「左源太賞金首」 - 清吉
- 鬼平犯科帳 第8話「盗人仁義」（1975年、NET / 東宝）
- ザ★ゴリラ7 第23話「死刑台へ急ぐ野郎ども」（1975年、NET / 東映） - 島本道男
- 燃える捜査網 第7話「死者からの手紙」（1975年、NET / 東映） - 吉田（潮商事営業部長）
- ザ・カゲスター 第1話「影法師レインボー作戦!」（1976年、NET / 東映） - 白蝋魔人
- 隠し目付参上 第7話「金か命か体面か」（1976年、毎日放送 / 三船プロ） - 黒河市之進
- 子連れ狼 第3部 第12話「武衛流抱え撃ち」（1976年、日本テレビ / ユニオン映画） - 武藤源五郎
- いろはの"い" 第3話「でくのぼう」（1976年、日本テレビ / 東宝） - ボクシングジム会長
- バトルホーク 第1話「闘人どくろ鎌」（1976年、東京12チャンネル / ナック） - 張丙則
- 快傑ズバット 第5話「花売り少女と白い粉」（1977年、東京12チャンネル / 東映） - 紅蜘蛛
- スーパー戦隊シリーズ（テレビ朝日 / 東映）
  - ジャッカー電撃隊 第9話「7ストレート!! 地獄の必殺拳」（1977年） - ドリームフラワー売人のボス
  - 大戦隊ゴーグルファイブ（1982年 - 1983年） - デスマルク大元帥[4]
- 特捜最前線（テレビ朝日 / 東映）
  - 第15話「目撃 ある人妻の証言」（1977年）
  - 第54話「ナーンチャッテおじさんがいた!」（1978年）
- 華麗なる刑事 第26話「弟よ……」（1977年、フジテレビ / 東宝） - 中島（戸川組）
- 破れ奉行（1977年、テレビ朝日 / 中村プロ）
  - 第4話「熱風!黄金地獄館」 - 紋太
  - 第22話「死神が乗った流人船」 - 青木重四郎
  - 第35話「闇に散った怨み花」
- 大都会シリーズ（日本テレビ / 石原プロ）
  - 大都会 PARTII 第28話「狙撃」（1978年） - 東京地検検事
  - 大都会 PARTIII（1979年）
    - 第18話「マフィア・ジャパン・スタイル」 - 中根
    - 第27話「奪われたポリススペシャル」 - 島崎
    - 第40話「ドクター宗方の証言」 - 二階堂組幹部
- 達磨大助事件帳 第28話「大川端に散った恋」（1978年、テレビ朝日 / 前進座 / 国際放映） - 権次
- 大追跡 第19話「ご不要な亭主 始末します」（1978年、日本テレビ / 東宝） - 坂口
- 西遊記 パート1 第10話「哀しき王妃 二人の玄奘」（1978年、日本テレビ / 国際放映） - 道士
- 破れ新九郎 第12話「血風!帰らざる街道」（1978年、テレビ朝日 / 中村プロ） - 逸見
- 吉宗評判記 暴れん坊将軍 第51話「魚河岸の花嫁」（1979年、テレビ朝日 / 東映） - 榎木
- 桃太郎侍 第139話「奇跡を運ぶ白い鳩」 （1979年、日本テレビ / 東映） - 奥平の家臣
- 遠山の金さん 第2シリーズ 第28話「地獄極楽蛇の目傘」（1979年、テレビ朝日 / 東映） - 綱蔵
- 江戸の激斗 第22話「熱い眠りにこころ残して」（1979年、フジテレビ / 東宝） - 弁造
- 鉄道公安官 第20話「泣き虫公安官 事件簿」（1979年、テレビ朝日 / 東映） - 松谷
- 騎馬奉行 第6話「天保・黄金の犬」（1979年、関西テレビ / 東映）
- 江戸の牙 第7話「陰謀! 地獄の盛り場」（1979年、テレビ朝日 / 三船プロ） - 田部
- 西部警察シリーズ（テレビ朝日 / 石原プロ）
  - 西部警察
    - 第8話「拳銃シンジケート」（1979年） - 銀竜会組長
    - 第17話「地獄から還った刑事」（1980年） - 宮本（竜紋会幹部）
    - 第25話「刑事を奪え」（1980年） - 高木進次
    - 第93話「氷点下の激闘」（1981年） - 西山（銀竜会幹部）
    - 第102話「兇銃44オート・マグ」（1981年） - 針尾（針尾興業社長）
    - 第122話「リキ・絶体絶命!」（1982年） - 大場義一（弁護士）

  - 西部警察 PART-II
    - 第10話「大追跡!! 静岡市街戦」（1982年） - 坂上宗之
    - 第24話「危険なロックンローラー」（1982年） - 東洋政経懇和会幹部
    - 第36話「八丈島から来た刑事」（1983年） - 太刀川栄二（東海政治経済研究所所長）

  - 西部警察 PART-III（1983年）
    - 第6話「沖田刑事・絶唱!」 - 草間雄作
    - 第19話「決戦! 燃えろ玄界灘 -福岡篇-」 - 大曽根義一（竜神会会長）
- 仮面ライダー (スカイライダー) 第17話「やったぞ! Gモンスターの最後」 - 第53話「魔神提督の最期! そして大首領の正体は?」（1980年、毎日放送 / 東映） - 魔神提督[4]
- 同心部屋御用帳 新・江戸の旋風 第1話「誓いの八丈太鼓」（1980年、フジテレビ / 東宝） - 須貝
- 鬼平犯科帳 第1シリーズ（1980年、テレビ朝日 / 東宝）
  - 第9話「敵」
  - 第19話「老盗の夢」 - 印代の庄助
- 文吾捕物帳（テレビ朝日 / 三船プロ）
  - 第8話「女風呂のめぐり逢い」（1981年）
  - 第16話「乳房の別れ」（1982年）
- 12時間超ワイドドラマ / 竜馬がゆく（1982年、テレビ東京 / 中村プロ） - 池上
- 同心暁蘭之介 第32話「別れの歌」（1982年、フジテレビ / 杉友プロ）
- 眠狂四郎無頼控 第21話「座頭殺法! 闇を斬る仕込杖」（1983年、テレビ東京 / 歌舞伎座テレビ） - 道庵
- 連続テレビ小説 / おしん（1983年、NHK）
- 木曜ゴールデンドラマ / 海の壁（1983年、読売テレビ / 東宝映像）
- 流れ星佐吉 第25話「川がつけた大決着」（1984年、関西テレビ / 松竹）
- 土曜ワイド劇場 / レイプ囚に愛された女（1985年、テレビ朝日）
- 月影兵庫あばれ旅 第2シリーズ 第1話「江戸で悪を斬る!」（1990年、テレビ東京 / 松竹） - 道場主
- 月曜ミステリー劇場 / 森村誠一サスペンスシリーズ 第3作「路」（2003年、TBS / スイート・ベイジル） - 釣り人

### 映画
- 堕落する女（1967年、松竹） - ヤクザ
- “人妻”より 夜の掟（1969年、日活） - 石山
- 栄光への反逆（1970年、東宝） - 坊主
- ルパン三世 念力珍作戦（1974年、東宝 / 国際放映） - 道加千（殺し屋）
- 戦国自衛隊（1979年、東宝 / 角川春樹事務所） - 落武者
- 仮面ライダー 8人ライダーVS銀河王（1980年、東映） - 魔神提督
- 火まつり（1985年、シネセゾン） - 漁師
- YAWARA!（1989年、東宝） - 柳澤監督、学長

### Vシネマ
- 修羅のみち9 北九州烈死篇（2004年、東映ビデオ） - バーのマスター

### 舞台
- ピエール・パトラン先生（1963年、劇団造形） - ピエール・パトラン[15]
- イレーネに罪は無い（1963年、劇団造形） - ニコーラ[16]
- ドニア・ロシータ（1965年、劇団造形） - ドン・マルティン[5]
- グループカオス公演「風の森」（1995年4月）
- マウスプロモーション公演
  - 第1回公演「喜劇 誘拐－誠実にうそをつけ－」（2004年） - 娘の父
  - 第3回公演「喜劇 桜の田」（2005年） - 松岡源三郎
  - 第4回公演「桜の花にだまされて」（2006年） - 曽根勝次
  - 第6回公演「桜の下のハムレット」（2010年） - 大庄屋獅子上丈太郎
- ラジオもどき第21回公演（2015年） - 同心庄兵衛

## 出演作品（声優）
太字はメインキャラクター。

### 吹き替え

#### 俳優
シーモア・カッセル
- アニマル・ファクトリー（シーマン）
- 幸福の条件（シャックルフォード）※ソフト版
- 天才マックスの世界（バート・フィッシャー）
- ワイオミング（ラ・ボン）

パトリック・マクグーハン
- 刑事コロンボシリーズ ※完全版追加収録部分
  - 刑事コロンボ 祝砲の挽歌（ライル・C・ラムフォード大佐）
  - 刑事コロンボ 仮面の男（ネルソン・ブレナー）

- 評決のとき（オマー・ヌース判事）※ソフト版

#### 映画
- 赤い矢（ブルー・バッファロー〈チャールズ・ブロンソン〉）
- アンタッチャブル（隊長）※フジテレビ版
- アンディ・ラウの麻雀大将（ラウの父〈ウォン・ティンラム〉）
- アンドロメダ…（チャールズ・ダットン博士〈デヴィッド・ウェイン〉）※ソフト版
- アンナと王様（マイクロフト・キンケード）※機内上映版
- インディ・ジョーンズ/最後の聖戦（執事〈ヴァーノン・ドブチェフ〉）※日本テレビ版
- ウィロー（ケール将軍〈パット・ローチ〉）※ソフト版
- 裏窓（トーマス・J・ドイル刑事〈ウェンデル・コーリイ〉）※機内上映版[17]
- エイリアン・ネイション（ウィリアム・ハーコート〈テレンス・スタンプ〉）※ソフト版
- エヴァンジェリスタ（アール・シドニー〈デヴィッド・ヘミングス〉）
- エマニュエル（サンタノ〈クリスチャン・マルカン〉）※フジテレビ版
- エリザベス（ウィリアム・セシル〈リチャード・アッテンボロー〉）
- エル・ドラド（ケヴィン・マクドナルド〈R・G・アームストロング〉）※テレビ東京版
- OK牧場の決斗（シャンハイ・ピアース〈テッド・デ・コルシア〉）※テレビ朝日新録版
- 踊れトスカーナ!（ジーノ〈マリオ・モニチェリ〉）
- カジュアリティーズ（クレイマー中尉〈ホルト・マッキャラニー〉）※ソフト版
- 風と共に去りぬ（トム大尉〈ワード・ボンド〉）※日本テレビ新録版
- 壁の中に誰かがいる（ブッカー〈ビル・コッブス〉）
- カンザス・シティ（シープシャン・レッド〈A・C・トニー・スミス〉）
- ガンジー（アーウィン卿〈ジョン・ギールグッド〉）※フジテレビ版
- ガンマン無頼（ヘルナンデス）※テレビ東京版
- 恐怖の魔力/メドゥーサ・タッチ（警視総監〈ハリー・アンドリュース〉）
- キリング・フィールド（ドゥーガル）
- クラッシュダウン（ボー・ダブス〈ケン・ジェンキンス〉）
- 刑事ニコ/法の死角（ルーク）※TBS版、（ブランカ）※テレビ朝日版
- 刑事マディガン（バーニー・ベネシュ〈スティーヴ・イーナット〉）※テレビ朝日版
- ゴースト/ニューヨークの幻（緊急治療室のゴースト〈フィル・リーズ〉）※フジテレビ版・テレビ朝日版
- コン・エアー（スキップ・デヴァーズ〈ジョン・ローゼリアス〉、トラック下の老人〈ダブス・グリア〉）※ソフト版
- 13デイズ（アドレー・スティーブンソン〈マイケル・フェアマン〉）※ソフト版
- ザ・サバイバー（マディスン〈ロスコー・リー・ブラウン〉）
- さすらいの航海（ルイス・クラッシング〈マイケル・コンスタンティン〉）
- ザ・ファーム 法律事務所（北欧系の男〈トビン・ベル〉）※フジテレビ版
- シェーン（モーガン・ライカー〈ジョン・ディークス〉）※テレビ東京版
- 地獄のコマンド（ニッコー〈アレクサンダー・ゼイル〉）
- 地獄の7人（ジャン）
- シティヒート（プリモ・ピット〈リップ・トーン〉）※フジテレビ版
- 十福星（長官〈チョウ・ダーワー〉）
- ジュマンジ（駆除業者〈ジェームズ・ハンディ〉）※フジテレビ版
- ジョニー・デスティニー（ジュリアンの父〈トレイシー・ウォルター〉）
- 紳士は金髪がお好き（フランシス・ビークマン卿〈チャールズ・コバーン〉）※フジテレビ版追加収録部分
- 新・ぼくはむく犬（ブレナー提督〈ジョン・マイハーズ〉）
- スイッチバック 追跡者（テックス・モンロー）
- スカーレット・レター（ジョン・ベリンガム総督〈エドワード・ハードウィック〉）
- スタートレックIII ミスター・スポックを探せ!（酒場のエイリアン）※日本テレビ版追加収録部分
- スタートレックVI 未知の世界
- ステイ（レオン・パターソン医師〈ボブ・ホスキンス〉）
- ストローカーエース（ジム・キャティ〈ウォーレン・スティーヴンス〉）
- スリング・ブレイド（カールの父親〈ロバート・デュヴァル〉）
- セブン（テイラー刑事〈ダニエル・ザカパ〉）※フジテレビ版
- セブンスフロア（ライリー刑事）
- ターナー&フーチ/すてきな相棒（ウォルター・ボイエット〈J・C・クイン〉）※TBS版
- タイム・クライシス/未来からの侵略者（ズリク〈ピーター・メリル〉）※テレビ東京版
- 黄昏（チャーリー・マーティン〈ウィリアム・ラントゥ〉）※フジテレビ版
- 007/ダイヤモンドは永遠に（Q〈デスモンド・リュウェリン〉）※TBS新録版
- 007/ユア・アイズ・オンリー（ゴゴール将軍〈ウォルター・ゴテル〉）※TBS版
- ダブル・ロック 裏切りの代償（イッシュ〈フィリップ・ベイカー・ホール〉）
- チェーンヒート（バックマン所長〈ジョン・ヴァーノン〉）
- 地下室の悪夢（ワーウィック〈スティーヴン・マクト〉）※VHS版
- チャック・ノリスの 地獄のヒーロー2（ホー大尉〈ベネット・オータ〉）
- ディス・イズ・マイ・ライフ（ノーマン・インゲルス）
- デイズ・オブ・サンダー（ハリー・ホッグ〈ロバート・デュヴァル〉）※ソフト版
- 敵、ある愛の物語（レンベック〈アラン・キング〉）
- デュカネ U-461の謎（ユルゲン〈オットー・ブランデンブルク〉）
- テレマークの要塞（ヒュッテ〈マイケル・レッドグレイヴ〉）※テレビ東京版
- トゥルー・クライム（ヘンリー・ローウェンスタイン〈アンソニー・ザーブ〉、フレデリック・ロバートソン）※日本テレビ版
- ドク・ソルジャー/白い戦場（ルーサー・ジェローム〈キース・デイヴィッド〉）※テレビ東京版
- トレインスポッティング
- ハード・ウェイ（ブリックス署長〈デルロイ・リンドー〉）※ソフト版・フジテレビ版
- ハートブレイク・リッジ 勝利の戦場（メイヤーズ大佐〈リチャード・ベンチャー〉、ゼーン判事）※TBS版
- ハイランダー 悪魔の戦士（イアン・ファジル）
- 橋の上の娘（キュザック）
- バット★21（ダグラス大佐〈ジョー・ドーシー〉）※VHS版
- バッド・ガールズ ※テレビ朝日版
- パブリック・アイ（ファリネリ〈リチャード・フォロンジー〉）
- 薔薇の眠り（ランガー〈ジョス・アクランド〉）
- バロン（ヴァルカン〈オリヴァー・リード〉）※ソフト版
- ハンテッド（ハリー・ヴァン・ザント〈ロン・カナダ〉）※ソフト版
- ヒート（ネイト〈ジョン・ヴォイト〉）※ソフト版
- ヒーロー/靴をなくした天使
- 必殺マグナム（ベン・ウィルコーヴ〈ジェームズ・ルイジ〉、ナックマン警部補）※フジテレビ版
- ピュア・ラック（フランク・グライムス〈スコット・ウィルソン〉）
- フリー・ウィリーシリーズ（ランドルフ・ジョンソン〈オーガスト・シェレンバーグ〉）※ソフト版
  - フリー・ウィリー
  - フリー・ウィリー2
  - フリー・ウィリー3
- プリズナー・オブ・ラブ（ウォルト）
- ブリンクス（ジョー〈ピーター・ボイル〉）※テレビ朝日版
- フレッチ登場!/5つの顔を持つ男（フランク・ウォーカー〈リチャード・リバティーニ〉）※VHS版
- ヘヴンズ・バーニング（キャム・オブライエン〈レイ・バレット〉）
- ベスト・キッド2（サトウ〈ダニー・カメコナ〉）※ソフト版
- ホスピタル・インフェルノ/戦慄の超電子頭脳（ランド〈ドン・フランクス〉）
- ボディ・ターゲット ※テレビ朝日版
- マイ・ブルー・ヘブン（アンダーウッド〈エド・ローター〉）
- マスク・オブ・ゾロ（ドン・ペドロ〈ペドロ・アルメンダリス・Jr〉）※ソフト版
- ミスター・アーサー（ホブソン〈ジョン・ギールグッド〉）
- ミッドナイトヒート（ブランドン〈リトル・リチャード〉）※VHS版
- モー・マネー（レイモンド・ウォルシュ警部〈ジョー・サントス〉）
- 燃えよドラゴン（ブレスウェイト）※TBS版
- 野獣捜査線（ミュージック）
- 闇の標的（マクニール〈リー・ヴァン・クリーフ〉）
- ゆかいな天使/トラブるモンキー（チャーリー〈ヴィクター・アルゴ〉）
- 夜霧のマンハッタン（ヴィクター・タフト〈テレンス・スタンプ〉）※機内上映版
- 48時間PART2/帰って来たふたり（カークランド・スミス〈バーニー・ケイシー〉）※ソフト版
- ラスト・アクション・ヒーロー（トニー・ビバルディ〈アンソニー・クイン〉）※ソフト版、（デッカー警部補〈フランク・マクレー〉）※フジテレビ版
- ラビリンス/魔王の迷宮（ワイズマン、右のドアノブ）※ソフト版
- ランボー（ガルト〈ジャック・スターレット〉）※フジテレビ版
- リーサル・ウェポン（マカリスター将軍〈ミッチェル・ライアン〉）※TBS版
- リッチー・リッチ（ファーガソン〈チェルシー・ロス〉）
- リトル・インディアン（レインズ軍曹〈モーガン・ウッドワード〉）
- リトル・プリンセス（チャールズ・ランドルフ〈アーサー・マレット〉）
- リベンジ（イバラ〈ジョー・サントス〉）※VHS版
- レオン（スタンスフィールドの部下）※テレビ朝日版
- レザボア・ドッグス（ジョー・キャボット〈ローレンス・ティアニー〉）
- レジェンド・オブ・ゾロ（ライリー知事〈ペドロ・アルメンダリス・Jr〉）※ソフト版
- レッド・オクトーバーを追え!（アンドレイ・ルイセンコ〈ジョス・アクランド〉）※テレビ朝日版
- レッド・スコルピオン（ザイアス大佐〈カーメン・アルジェンツィアノ〉）※ソフト版
- レンタ・コップ（アレクサンダー〈ジョン・スタントン〉）
- ローマの休日（ヘネシー支局長〈ハートリー・パワー〉）※ソフト版
- 罠にかかったパパとママ（チャールズ・マッケンドリック〈チャールズ・ラグルス〉）
- ワンス・アポン・ア・タイム・イン・アメリカ（ジョー〈バート・ヤング〉）※テレビ朝日版
- ワンダフル・ドッグ ともだちはレトリバー（ヘイズワーズ〈ロバート・ワグナー〉）

#### ドラマ
- アメリカン・ヒーロー（スタニスロフ〈ボー・ブランディン〉）
- アリー my Love（スティーブンソン判事、マッゴー判事）
- ER緊急救命室
  - シーズン1 #12（ギルバート〈キーン・カーティス〉）
  - シーズン3 #3（シドウスキー〈ジョージ・マードック〉）
  - シーズン5 #7（リービー）
  - シーズン6・7（フレッチャー〈ジェリー・ブラック〉）
  - シーズン7（カール・フェリス〈ロジャー・ロビンソン〉）
  - シーズン8 #22（グラディ）
  - シーズン10 #21（ロバート・ファーガスン〈マーティン・チャールズ・ワーナー〉）
  - シーズン11 #21（シーガー〈ジェイ・ハリク〉）
  - シーズン12 #8（ウディ〈レン・レッサー〉）
- インディ・ジョーンズ/若き日の大冒険
- X-ファイル シーズンIV ファイト・ザ・フューチャー
- 奥さまは魔女（カーン巡査）
- オペラ座の怪人(1990)（ジャン・クロード）
- 俺がハマーだ! シーズン1 #3（ドン・フィリップ・スーザ）、#22（ゼゼコ将軍）
- 恐竜家族（フィンド博士）
- 刑事コロンボシリーズ
  - 新・刑事コロンボ だまされたコロンボ（クエンティン・コルベット市警本部長〈ジョン・フィネガン〉）
  - 新・刑事コロンボ 初夜に消えた花嫁（デレク課長〈ランス・ルゴー〉）
- こちらブルームーン探偵社 シーズン4 #1（レイ・チャールズ）
- ザ・ハイツ 青春のラプソディー（ハリー〈ドネリー・ローズ〉）
- ザ・ホワイトハウス2（クライスラー〈グレン・モーシャワー〉）
- 三国志演義（費禕）
- シドニー・シェルダンの明日があるなら（マクシミリアン・ピエルポント）※VHS版
- ジム・ヘンソンのストーリーテラー（リディアの父〈ジェームズ・ドネリー〉）
- シャーロック・ホームズの冒険
  - 修道院屋敷（ユースタス・ブラッケンストール）
  - ウィステリア荘（スコット・エクルズ）※追加収録部分
- 将軍 SHŌGUN（スペルベルゲン〈ニール・マッカーシー〉）
- 新アウターリミッツ（コヴィントン将軍）
  - シーズン1 #4（ボブ）
- 新スタートレック（チャコティの祖父〈ネッド・ロメロ〉）
- 新スパイ大作戦 バハマ・トラップ（コナーズ）
- 新探偵ハード&マック（ミルトン・ハード・キャッスル〈ブライアン・キース〉）
- スパイ大作戦
  - 核弾頭を奪え!（検問所の兵士、衛兵、運転手）
  - 極秘情報を奪回せよ（大使館要員、警備兵）
  - 毒には毒をもて（レイモンド・ホールダー〈エドモンド・オブライエン〉）※追加吹き替え分
- スペース・レンジャーズ3 流刑星からの脱出（キンケイド将軍〈アーレン・ディーン・スナイダー〉）
- セイント 天国野郎 シーズン5 #7（コーベット）
- 超音速攻撃ヘリ エアーウルフ
  - シーズン1 #11（ボガード〈ランス・レガルト〉）
  - シーズン2 #17（チェスター・ハンセン〈ノーブル・ウィリンガム〉）
  - シーズン3 #13（ノーブル・フラワーズ〈ランス・レガルト〉）
- ドクタークイン 大西部の女医物語（ウッテン将軍〈トム・ダルグレン〉）
- 特攻野郎Aチーム
  - シーズン2 #7（テッド・ジャレット〈ジョン・ヴァーノン〉）、#12（クリス・トーマス）
  - シーズン3 #19（ズニーガ）
  - シーズン4（“ブル”ハーラン・フルブライト准将〈ジャック・ギング〉）、#10（リヒター医師〈リチャード・アンダーソン〉）
- ナイトライダー（ヘイゲン〈ジャック・スターレット〉）
- 南北戦争物語 愛と自由への大地（スタントン）
- 犯罪捜査官ネイビーファイル（ポープ）
- P.S.アイ・ラブ・ユー（マシュー・ダーニング〈アール・ホリマン〉）
- ヒルストリート・ブルース（フィル・エスターハウス〈マイケル・コンラッド〉）
- フルハウス（エディ〈ウィットマン・マヨ〉）
- プロビデンス（マイケル・ウェリントン）
- 名犬ファング
- 名探偵ダウリング神父 シーズン1 #1（ヴィンセント・ティルマン）
- 名探偵ポワロ クラブのキング（ラルフ・ウォルトン）※NHK版
- 名探偵モンク（トンディ・モーア〈ゼイクス・モカエ〉）
- ヤングライダーズ（リングス）
  - シーズン1 #5（レッド・ピーターズ）、#17（スタンフィールド）
- 愉快なシーバー家（チェスター&レスター〈ビル・アーウィン〉）

#### テレビ番組
- セサミストリート（ハンフォード〈デイビッド・L・スマイル〉）※NHK版

#### アニメ
- アラジンの大冒険（骸骨男爵）
- アンジェラ・アナコンダ（ジャマール市長）
- スパイダーマン（シルバーメイン）
- チップとデールの大作戦（グリビッシュ、ラット・カポネ、ファットキャット〈2代目〉）※新吹き替え版
- 2020年ワンダー・キディ
- ニムの秘密（ジェナー）
- バットマン（ワカチ博士）
- リブート（メガバイト）※カートゥーン ネットワーク版

#### 人形劇
- 海底大戦争 スティングレイ 海底戦車現わる（コーダ参謀総長）

#### その他
- バックドラフト（ロバート・デ・ニーロ）

### テレビアニメ
1979年
- アルプスの少女ハイジ 総集編（お医者様）

1982年
- ダッシュ勝平（勝平の祖父）

1983年
- スペースコブラ
- 未来警察ウラシマン（キャッツバーグ）

1984年
- キャッツ・アイ
- ルパン三世 PARTIII

1989年
- 昆虫物語 みなしごハッチ（1989年 - 1990年、クワガタ爺さん、ローニン）

1991年
- 美味しんぼ（氷山人事局長）
- 21エモン（1991年 - 1992年、パパ〈20エモン〉）
- YAWARA!（1991年 - 1992年、柳澤監督、学長）

1992年
- ドラえもん（テレビ朝日版第1期）（1992年 - 2005年、野比のび助〈2代目〉）
- 笑ゥせぇるすまん（由地周郎）

1995年
- NINKU -忍空-（爺さん）

1996年
- こちら葛飾区亀有公園前派出所（オーナー）

1997年
- 剣風伝奇ベルセルク（武官A）

1998年
- MASTERキートン（新庄のおじさん）

2002年
- 攻殻機動隊 STAND ALONE COMPLEX（ノギ）
- パタパタ飛行船の冒険（ダンカン）

2005年
- ブラック・ジャック（犬持）

2006年
- ブラック・ジャック21（写楽の父）

2018年
- 銀河英雄伝説 Die Neue These 邂逅（エーレンベルク）

### 劇場アニメ
1991年
- アルスラーン戦記（バフマン）

1992年
- アルスラーン戦記II（バフマン）
- 21エモン 宇宙いけ! 裸足のプリンセス（パパ）

1993年
- ドラえもん のび太とブリキの迷宮（野比のび助）

1994年
- ドラえもん のび太と夢幻三剣士（将軍）
- 平成狸合戦ぽんぽこ（屋台の客B）

1995年
- ドラえもん のび太の創世日記（パパ）

1996年
- ドラえもん のび太と銀河超特急（市長）

1997年
- ドラえもん のび太のねじ巻き都市冒険記（パパ）
- 幕末のスパシーボ（緒明嘉吉）

1998年
- 帰ってきたドラえもん（パパ）
- ドラえもん のび太の南海大冒険（パパ）

1999年
- ドラえもん のび太の宇宙漂流記（パパ）

2000年
- ドラえもん のび太の太陽王伝説（重鎮）

2001年
- がんばれ!ジャイアン!!（パパ）

2002年
- ぼくの生まれた日（パパ）

2003年
- ドラえもん のび太とふしぎ風使い（パトロール隊長）

2004年
- NITABOH 仁太坊-津軽三味線始祖外聞（検校）

### OVA
- 神州魑魅変（1989年、大野九郎兵衛）
- 堕靡泥の星（1989年）
- Spirit of Wonder（1992年、サリバン）
- 創竜伝（1992年 - 1993年、マリガン[4]）
- ワイルド7（1994年、銀閣代議士）

### Webアニメ
- マウスどうぶつえん（2017年、ツルのようすけ）

### ゲーム
1998年
- AZEL -パンツァードラグーン RPG-（ダモン）

2001年
- キッズステーション ドラえもん ひみつのよじげんポケット ※PlayStation
- ぼくドラえもん（のび太のパパ）※ドリームキャスト

2002年
- 探偵 神宮寺三郎 Innocent Black（風林豪造）
- ぼくのなつやすみ2 海の冒険篇（オオカミじじい）

2003年
- トゥルー・クライム（ジョージ）

2005年
- 忍道 戒（オンジ）

2010年
- ぼくのなつやすみ ポータブル2 ナゾナゾ姉妹と沈没船の秘密!（オオカミじい）

### カセットブック
- アルスラーン戦記 シリーズ（アンドラゴラス）
  - アルスラーン戦記 王都炎上
  - アルスラーン戦記4 汗血公路
  - アルスラーン戦記5 征馬弧影
  - アルスラーン戦記6 風塵乱舞
  - アルスラーン戦記7 王都奪還

### ドラマCD
- 創竜伝（1996年、大君）

### ラジオドラマ
- 押井守シアター ケルベロス 鋼鉄の猟犬（フリードリヒ・フロム上級大将）

### その他のコンテンツ
- 東京ディズニーランド
  - 白雪姫と七人のこびと（フクロウ）